# フェネケトレン湖
フェネケトレン湖（洪:Feneketlen-tó、底なし沼の意）とは、ハンガリーの首都ブダペスト市11区にある湖である。
1877年、現在のコストラーニ・デッソ広場に位置していたレンガ工場で使用するための粘土を掘り出した後に形成された。1980年代には湖の水質悪化が進行したが、水循環システムが構築され、改善した。今日では釣り場として知られている。